# Budíškovice
Budíškovice är en ort i Tjeckien.   Den ligger i regionen Södra Böhmen, i den centrala delen av landet, 140 km sydost om huvudstaden Prag. Budíškovice ligger 516 meter över havet och antalet invånare är 785.
Terrängen runt Budíškovice är platt.Runt Budíškovice är det ganska tätbefolkat, med 56 invånare per kvadratkilometer. Närmaste större samhälle är Dačice, 6,8 km väster om Budíškovice. Trakten runt Budíškovice består till största delen av jordbruksmark.